# Rhopiella hirsuta
Rhopiella hirsuta är en sjöstjärneart som först beskrevs av Jean Baptiste François René Koehler 1920.  Rhopiella hirsuta ingår i släktet Rhopiella och familjen krullsjöstjärnor. Inga underarter finns listade i Catalogue of Life.